# Javier Díaz Pérez
Javier Díaz Pérez, kurz Javi Díaz, (* 26. Mai 1975 in O Rosal) ist ein spanischer Handballspieler auf der Position des Torwarts.

## Karriere
Javi Díaz lernte das Handballspielen beim Club Balonmano O Rosal. Ab 1992 spielte er für Pilotes Posada, mit dem er in der Saison 1993/94 sein Debüt in der ersten spanischen Liga, der Liga ASOBAL, gab. Nach dem Abstieg lief er noch eine Saison in der zweiten Liga, der División de Honor Plata, für den Verein aus Vigo auf, bevor er 1995 zum Ligakonkurrenten Pescanova Chapela wechselte. Mit diesem gelang 1996 die Rückkehr in die erste Liga. Nachdem die Mannschaft den Klassenerhalt knapp geschafft hatte, wechselte der 1,87 m große Torhüter zum Zweitligisten SD Teucro, mit dem 1998 erneut der Aufstieg gelang. In der Saison 1999/2000 stieg der Verein in die División de Honor Plata ab, kehrte aber nach nur einer Saison wieder ins Oberhaus zurück. Nach acht Jahren in Pontevedra unterschrieb er zur Saison 2005/06 bei Teka Cantabria Santander. Den finanziell angeschlagenen einstigen Spitzenklub verließ er nach der Spielzeit zum Zweitligisten OAR Coruña. 2007 kehrte er nach Vigo zum Erstligisten Academia Octavio Vigo zurück. 2010 konnte er den Abstieg des wieder als Octavio Pilotes Posada antretenden Vereins nicht verhindern. Nach einer Saison gelang abermals der sortige Wiederaufstieg. Ab 2012 stand er im Tor des Erstligisten Villa de Aranda. 2015 wechselte er in die zweite Liga zu Atlético Valladolid, mit dem ihm 2016 der sechste Aufstieg in seiner Karriere gelang. Ab 2018 bis zum Sommer 2023 spielte Javi Díaz für den Erstligisten Frigoríficos del Morrazo. Anschließend wechselte er zum spanischen Zweitligisten Atlético Novás.
Mit 650 Spielen in der Liga Asobal hat Díaz die zweitmeisten Einsätze nach José Javier Hombrados (767).